# ブロムスグローヴ・ローヴァーズFC

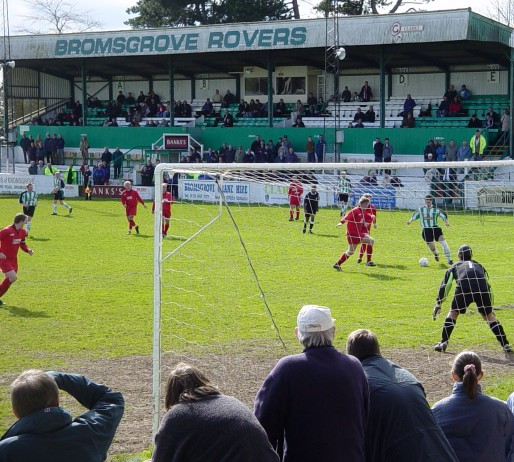

ブロムスグローヴ・ローヴァーズ・フットボールクラブ（Bromsgrove Rovers Football Club）はイングランド、ウスターシャー州ブロムスグローヴを本拠地とするサッカークラブチームである。2009-10シーズンを最後にリーグから脱退した。

## タイトル

### 国内タイトル
- バーミンガム＆ディストレクトリーグ:1回

1959-1960
- サウザンリーグ・ミッドランドディヴィジョン:1回

1985-1986
- サウザンリーグ・プレミアディヴィジョン:1回

1991-1992

### 国際タイトル
- なし